# Jean Rémy Bitana
Jean Rémy Bitana (né le 5 mai 1983 à Gisenyi au Rwanda) est un joueur de football international rwandais, qui évoluait au poste de défenseur.

## Biographie

### Carrière en club
Jean Rémy Bitana joue en faveur des Étincelles de Gisenyi puis du Rayon Sports Nyanza. Il remporte avec le Rayon Sports, deux titres de champion du Rwanda.

### Carrière en sélection
Jean Rémy Bitana joue quatre matchs en équipe du Rwanda entre 2003 et 2004, sans inscrire de but.
Il participe avec l'équipe du Rwanda à la Coupe d'Afrique des nations 2004 organisée en Tunisie. Lors de cette compétition, il joue un match contre la Guinée.
Le 9 octobre 2004, il joue un match contre l'Algérie rentrant dans le cadre des éliminatoires du mondial 2006 (score : 1-1 à Kigali).

## Palmarès
Rayon Sports
- Championnat du Rwanda (2) :
  - Champion : 2002 et 2004.

- Coupe du Rwanda (1) :
  - Vainqueur : 2005.